# Greffern

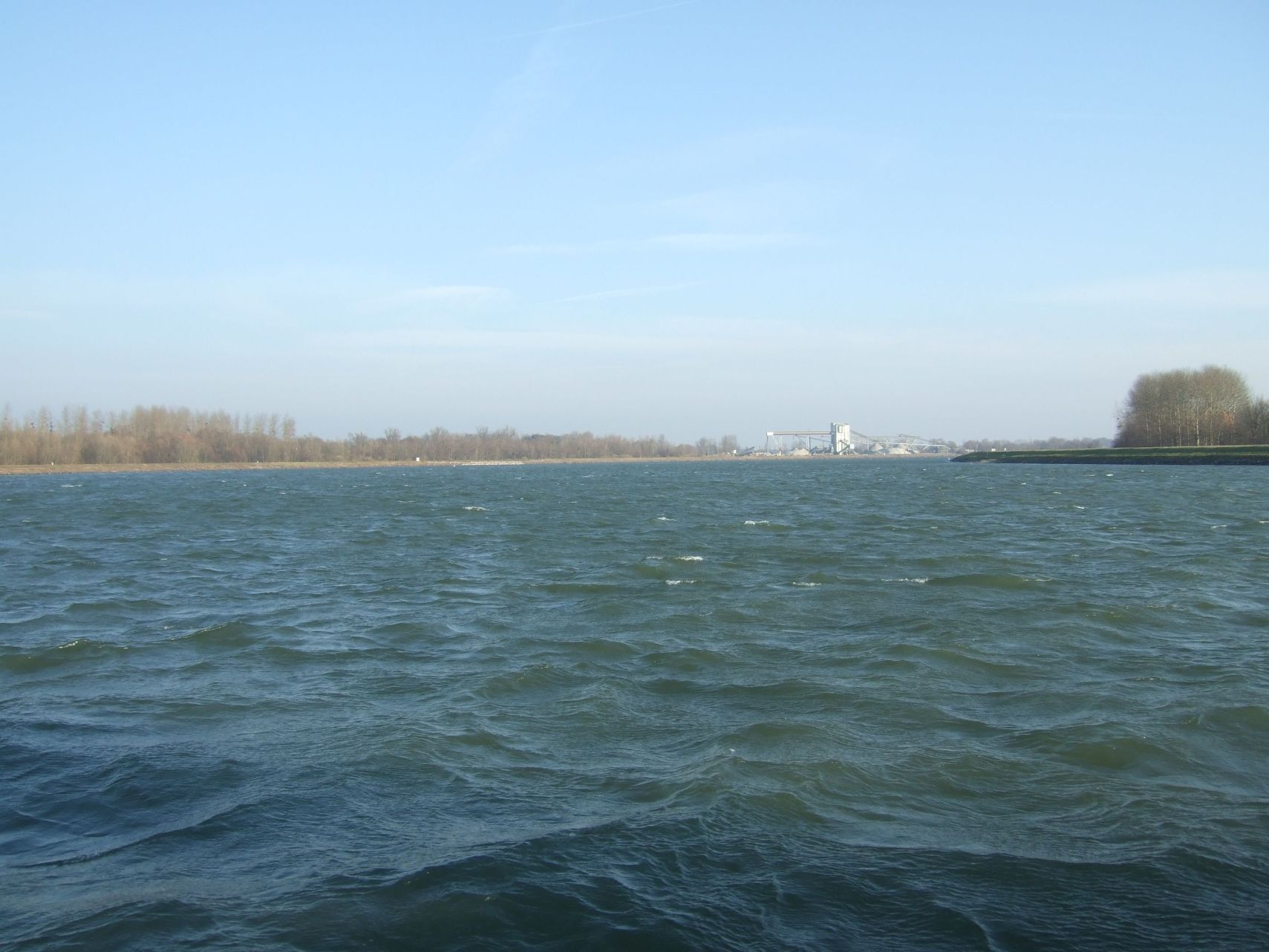
Rhein bei Greffern

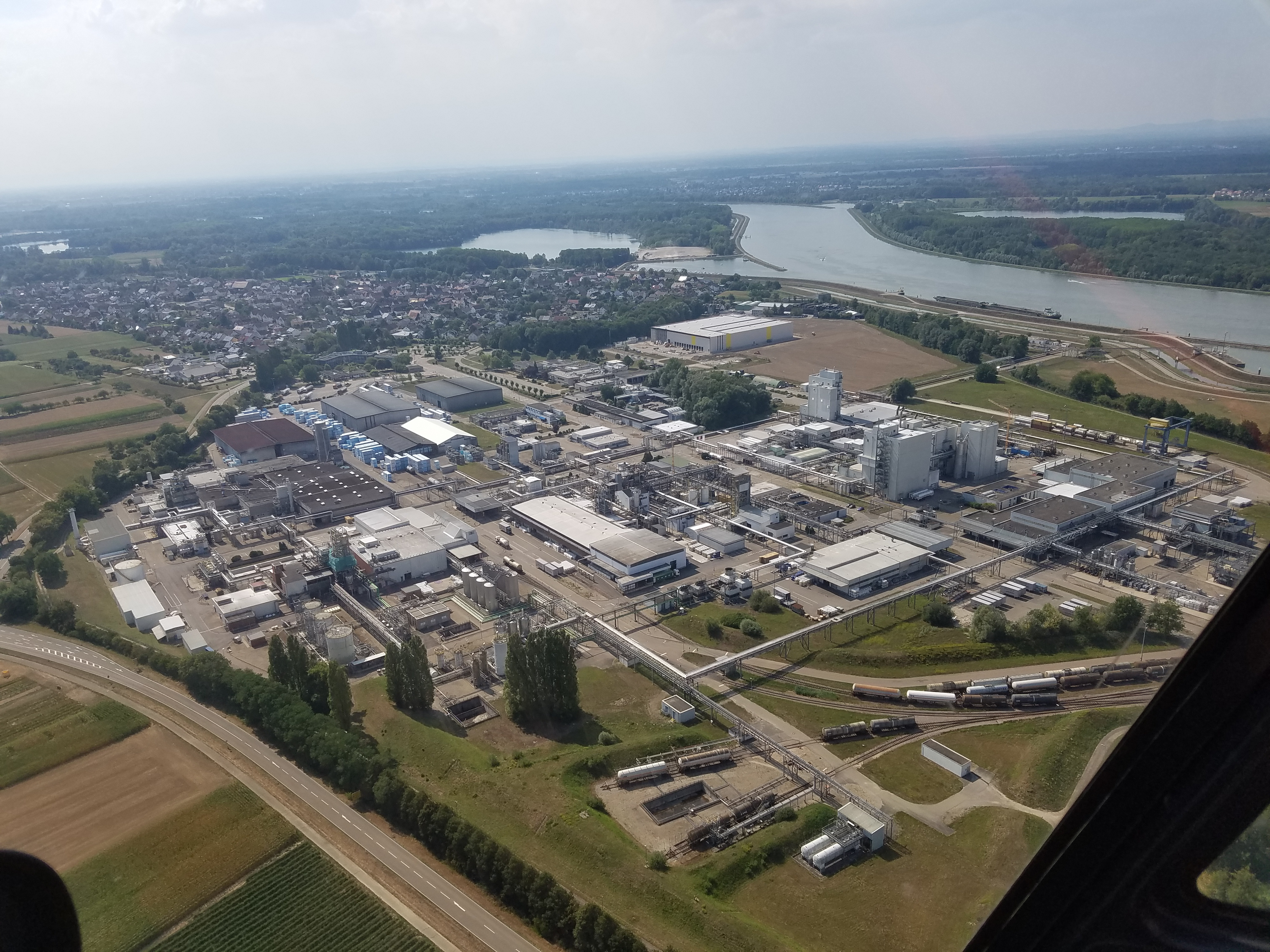
Luftaufnahme von Greffern. Chemiefabrik im Vordergrund, Ort weiter hinten

Greffern ist seit der Gemeindeverwaltungsreform vom 1. Oktober 1974 ein Ortsteil der Gemeinde Rheinmünster im baden-württembergischen Landkreis Rastatt. Es hat (Stand 2018) 2051 Einwohner und ist damit der bevölkerungsreichste Ortsteil im Gemeindegebiet.
Greffern liegt rechtsrheinisch unmittelbar am Rhein, der dort auf der Grenze zu Frankreich fließt. Südwestlich der Ortschaft befindet sich der Altrheinarm Kirchhöfel und westlich der Grefferner Altrhein. Jenseits des Rheins liegt Dalhunden und Drusenheim.
Bis zur Rheinbegradigung musste der Ort aufgrund der ständig wechselnden Rheinverläufe mehrmals verlegt werden. 2005 wurde der Polder Söllingen/Greffern fertiggestellt, der durch gezielte Überflutung der unbesiedelten Rheinauen zwischen Freistett und Hügelsheim einen Beitrag zum Hochwasserschutz leistet.
Archäologische Besiedlungsnachweise reichen bis in die römische Zeit. Ein römisches Fundstück, wahrscheinlich ein Altarstein, ist nahe der Schule öffentlich aufgestellt.
Von Greffern aus fährt eine Fähre über den Rhein ins französische Drusenheim.
Größter Arbeitgeber war lange Zeit die Firma Dow Chemical, die in Greffern ein Zweigwerk unterhielt. Das Werk in Greffern wurde 1965 aufgebaut und stellte den ältesten Produktionsstandort des Dow-Konzerns in Deutschland dar. Im zweiten Halbjahr 2019 wurden die Produktionsanlagen Dows durch Trinseo übernommen. Trinseo erweiterte durch diese Übernahme seine schon bestehende Produktion am Standort Rheinmünster. Zusammen mit Niederlassungen der Unternehmen Evonik, Olin und Ravago bildet der Trinseo-Standort den „Chemiepark Rheinmünster“. Im Zuge der Veräußerung der Geschäftsanteile von Dow übernahm Trinseo auch den Betrieb des Chemieparks und verantwortete ab der Übernahme standortbezogene Dienstleistungen wie die Instandhaltung, Logistik und Entsorgung.